# Die Verwandlung (1975)
Die Verwandlung ist ein deutscher Fernsehfilm des Regisseurs Jan Němec. Er basiert auf der gleichnamigen Erzählung von Franz Kafka. Der Film wurde am 30. Oktober 1975 im ZDF ausgestrahlt.
Kafkas Werke galten lange Zeit als nicht verfilmbar. Das änderte sich erst mit dieser Verfilmung der Verwandlung. Der Regisseur drehte den Film kurz nachdem er gezwungen war, sich zwischen Exil oder Arrest zu entscheiden, und schlussendlich die Tschechoslowakei verließ.

## Handlung
Der Handlungsreisende Gregor Samsa liegt in seinem Zimmer im Bett und als er eines Tages, aus unruhigen Träumen erwacht, findet er sich zu einem „ungeheuren Ungeziefer“ verwandelt. Er fragt sich, was mit ihm geschehen sein mag. Zunächst glaubt er, es wäre nur ein Traum und er hätte verschlafen. Sein Wecker ist auf vier Uhr gestellt und nun ist es fast sieben. An der von innen verschlossenen Tür klopfen nacheinander seine Mutter, die Schwester Grete und der Vater und fragen, was los wäre, ob es ihm nicht gut ginge.
Inzwischen trifft der Herr Prokurist ein, um sich zu erkundigen, warum Gregor nicht mit dem Frühzug weggefahren ist. Gregor soll die Tür öffnen, was er aber nicht tut, und seine Mutter entschuldigt ihn, dass ihm nicht wohl wäre. Gregor quält sich aus dem Bett und versucht zur Tür zu gelangen, was ihm nur am Boden kriechend gelingt. Nachdem er aber noch immer nicht die Tür öffnet, weil er nicht weiß, wie er bis an die Türklinke gelangen kann, wird der Prokurist etwas ungehalten. Nachdem es Gregor endlich gelingt, den´Schlüssel in der Tür zu drehen und die Klinke zu betätigen, zeigt er sich in seiner jetzigen Gestalt seinen Eltern und dem Prokuristen. Seine Mutter fällt daraufhin in Ohnmacht und sein Vater beginnt zu weinen. Der Prokurist weiß nicht, was er von dem Ganzen halten soll und tritt den Rückzug an.
Gregors Eltern wissen zunächst nicht, wie sie mit der Situation umgehen sollen. Sein Vater treibt ihn in sein Zimmer zurück, nur Grete scheint Verständnis zu haben und stellt ihrem Bruder etwas zu essen ins Zimmer, das er dankbar annimmt. Noch am selben Tag überprüft Gregors Vater die Vermögensverhältnisse der Familie, die größer zu sein scheinen, als Gregor ahnte. Da er, seit dem Zusammenbruch der Firma seines Vaters, der Ernährer der Familie war, beruhigt es ihn, dass genug Geld da ist. Grete beginnt das Zimmer ihres Bruders vorsichtig zu putzen und zusammen mit ihrer Mutter räumt sie einige Möbel aus dem Zimmer. Als Gregor plötzlich vom Kronleuchter fällt, erschrecken beide und seine Mutter wird erneut ohnmächtig. Er verlässt sein Zimmer und sein Vater wirft mit Äpfeln nach ihm. Dabei trifft er seinen Sohn, der nun über einen Monat an seiner Verletzung leidet, wobei der Apfel als sichtbares Zeichen in seinem Körper stecken geblieben war.
Gregors Familie wird allmählich klar, dass dieser, trotz seiner veränderten Gestalt, noch immer ein Familienmitglied ist und sie ihn dulden müssen. Jeden Abend öffnen sie die Wohnzimmertür, sodass sich Gregor dort sein Essen holen kann. Da aber seine Schwester das Zimmer, das mittlerweile von allen Möbeln befreit ist, nicht mehr reinigen mag, wird dafür ein Zimmermädchen beschäftigt. Das putzt allerdings nicht zur Zufriedenheit und das Essen wird ihm nur noch lieblos ins Zimmer geschüttet. Zudem hat sich die Familie angewöhnt, Dinge, die nicht mehr im Haus benötigt werden, einfach in das leere Zimmer zu stellen. Davon gab es einiges, weil man drei Zimmer des Hauses an drei Herren vermietet hatte, um ein sicheres Einkommen zu haben. Diese achteten peinlichst auf Ordnung und Sauberkeit. Unnützen und schmutzigen Kram ertrugen sie nicht. Dafür lieben sie gutes Essen, was Gregors Mutter ihnen zubereitet. Eines Tages entdecken sie Gregor und kündigen auf der Stelle ihre Zimmer. Verärgert über die ganze Situation beschimpft Grete ihren Bruder. Ihrer Meinung nach wäre es nicht zumutbar, mit ihm weiter unter einem Dach zu leben, er müsse verschwinden. Das nahm sich Gregor zu Herzen, zog sich in sein Zimmer zurück und stirbt. Das Zimmermädchen findet ihn am nächsten Tag „krepiert“ am Boden, schafft ihn aus dem Zimmer und benachrichtigt Gregors Familie. Die trauert ein wenig und beschließt den Tag gemeinsam für einen Spaziergang und zum Ausruhen zu verwenden. Dabei kommen sie überein sich eine kleinere, billigere und praktischere Wohnung zu nehmen, als es die jetzige, noch von Gregor ausgesuchte Wohnung war. Herrn und Frau Samsa fällt dabei auf, dass ihre Tochter zu einem jungen hübschen Mädchen herangewachsen ist und es an der Zeit ist, ihr einen Mann zu suchen.

## Besonderheiten
Der gesamte Film wird aus der Perspektive Gregors dargestellt. Sein Aussehen als Ungeziefer wird dem Film-Zuschauer nicht gezeigt, d. h., die Kameraperspektive ist in der Regel aus Gregors Sicht.
Wie Kafka selbst es für unmöglich hielt, das „Insekt“ auch nur „von der Ferne“ zu zeigen, zeigt auch der Regisseur das Tier nicht. Dem literarischen Mittel des Monologs entspricht im Film, dass lange Textpartien nur aus dem Off gesprochen werden. Naheinstellungen einer ehemals herrschaftlichen Etagenwohnung aus vielen Perspektiven erzeugen hier eindringliche Bilder und schildern so die Welt des Käfers. Die Blicke und Handlungen der Anderen, die ihn erst zum Ungeziefer machen, kommen in Untersicht ins Bild.
Wo Kafka Einzelheiten der Gegenstände mitteilt, folgt der Regisseur ihm darin. Oft sind das Requisiten, die mehrere Funktionen erfüllen.
Obwohl der Regisseur sich eng an die Vorlage hält, gibt es auch Unterschiede zur Erzählung: Der Film interpretiert sie als ödipalen Konflikt. Daher sind Gregors Eltern deutlich jünger als in der Erzählung. Sogar Gregors Tod steht im Motiv der erotischen Spannung. Um Gregors Nähe zur Biographie Kafkas zu unterstreichen, ist das Bild Gregors in der Uniform ersetzt durch ein Bild von Kafka selbst.
Dass er das interaktionspsychologische Moment in Kafkas Erzählung besonders berücksichtigt hat, zeigt der Regisseur auch mit dem Schlusszitat im Abspann, einer Notiz Kafkas vom 17. September 1920: „Ich stand niemals unter dem Druck einer andern Verantwortung als jener, welche das Dasein, der Blick, das Urteil anderer Menschen mir auferlegten.“

## Hintergrund
Franz Kafka schrieb seine gleichnamige Erzählung mit autobiografischen Zügen, auf der diese Verfilmung von Jan Němec beruht, 1912 in knapp sieben Wochen nieder. Sie zeigt im Grunde Kafkas Schwierigkeiten mit seinem Vater. Diese fließen sehr stark in den Vater-Sohn-Konflikt der Erzählung ein. Das Verhältnis von Gregor Samsa zur Schwester Grete ähnelt Kafkas Zuneigung zu seiner eigenen Schwester Ottla. Die Verwandlung selbst wird weder in Kafkas Werk als Zeichnung dargestellt, noch in diesem Film, der das Geschehen vielmehr aus Gregors Perspektive zeigt. Anfangs denkt und spricht Gregor noch, später wird nur noch über ihn gesprochen. Im Gegensatz zur Vorlage wird als Bedienerin eine Putzfrau genannt, die als ein junges Mädchen auftritt, anstatt einer alten Frau wie in Kafkas Werk.

## Kritiken
Prisma.de fand, dass diese Inszenierung von Jan Nemec „ganz im Sinne von Franz Kafka“ gewesen sei, da es dieser schon „der Fantasie des Lesers“ überlassen hatte, sich die Gestalt Gregors vorzustellen, und er sie in seinem Werk „nicht durch zeichnerische Darstellung einengen wollte.“ Im Film lässt „Seine schreckliche Gestalt […] sich nur aus den Reaktionen seiner Familie und der Umwelt, die ihn aus Versehen zu Gesicht bekommt, erahnen.“
Die Webseite dieterwunderlich.de wertete: „Jan Nemec verfilmte Franz Kafkas Erzählung ‚Die Verwandlung‘ 1975 fürs Fernsehen und hielt sich dabei genau an die literarische Vorlage. Den in einen Käfer verwandelten Gregor Samsa hören wir zwar, und wir sehen das Geschehen häufig aus seiner Perspektive, bemerken, wie sich die Bettdecke bewegt, wenn er darüber krabbelt, aber er kommt nicht ins Bild. Das ist eine geschickte Lösung, die mit einer ungewohnten und hervorragenden Kameraführung einhergeht. Jan Nemec ist eine faszinierende, beklemmende Literaturverfilmung gelungen.“
Bei der mediendienste.info schrieb man ähnlich und findet, dass die „äußere Verwandlung nicht gezeigt“ wird, wäre „Ganz im Sinne Kafkas [denn so] bleibt es der Fantasie des Zuschauers überlassen, sich das Unfassbare vorzustellen. ‚Die Verwandlung‘ verdeutlicht auf schockierende Weise, wie ein Mensch zum Aussätzigen werden kann und sein ‚Verschwinden‘ als Erlösung erscheint. Die symbolhafte Handlung erinnert an das Schicksal schwerkranker oder behinderter Menschen.“